# Ekaterina Rabaya
Ekaterina Rabaya (6 de novembro de 1993) é uma atiradora esportiva russa, especialista na fossa olímpica.

## Carreira

### Rio 2016
Ekaterina Rabaya representou seu país nas Olimpíadas de 2016, ficando na 11º colocação na fossa olímpica, fora das finais.